# Phaiogramma
Phaiogramma är ett släkte av fjärilar som beskrevs av Carl von Gumppenberg 1887. Phaiogramma ingår i familjen mätare, Geometridae.

## Bildgalleri

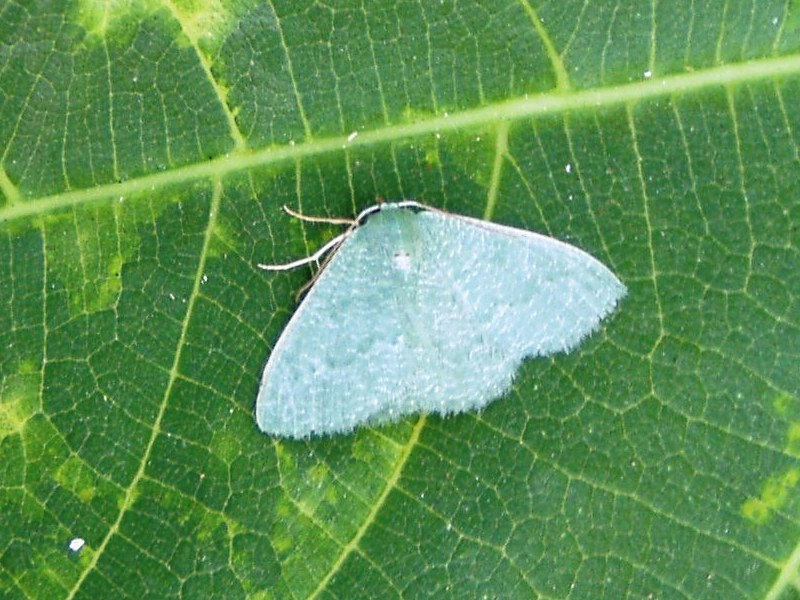
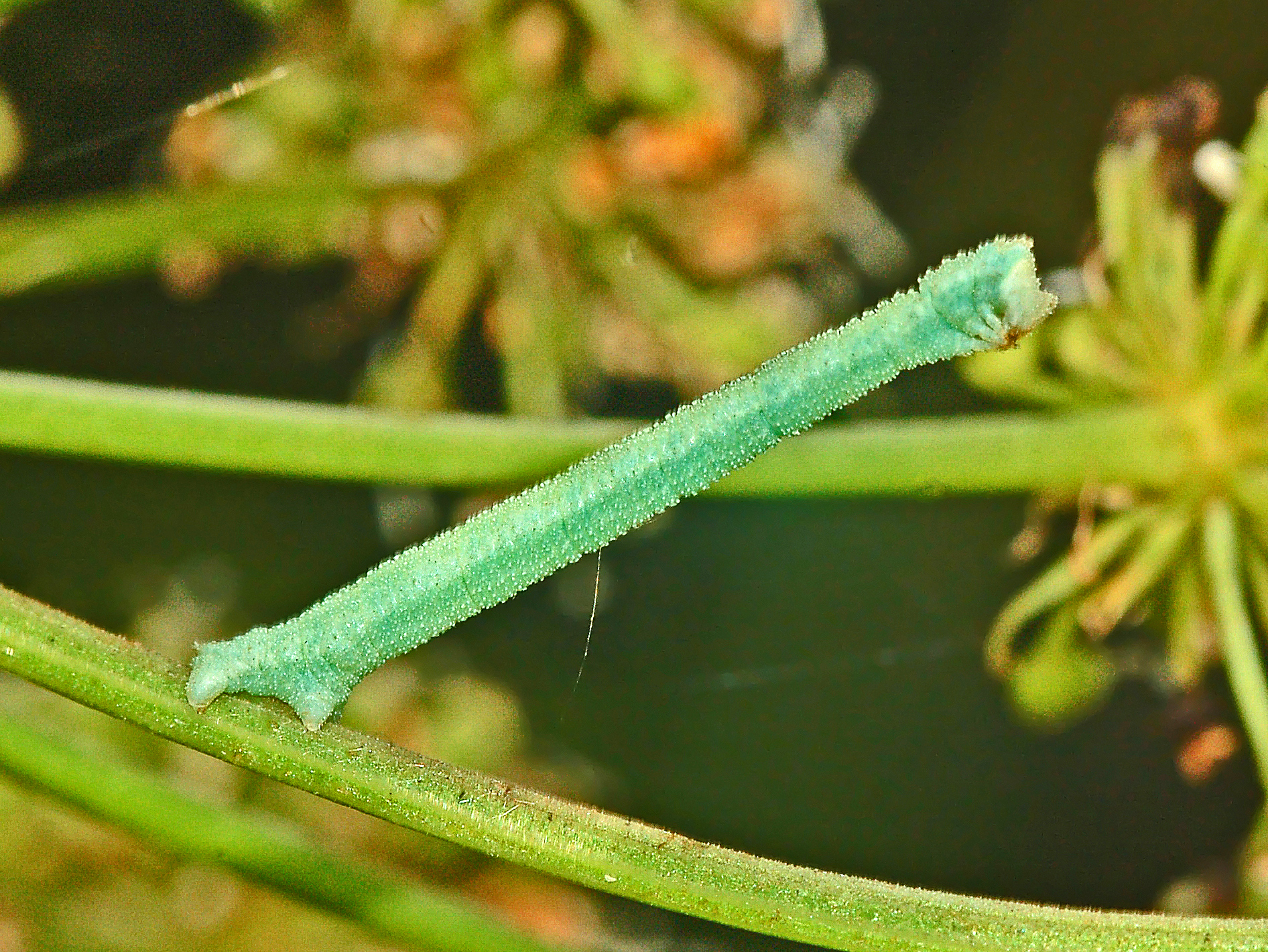

## Dottertaxa tillPhaiogramma, i alfabetisk ordning[1][2]
| Phaiogramma etruscaria (Zeller, 1849)   |  | Vattrad smaragdmätare                              |  |  |
| Phaiogramma faustinata (Milliere, 1868) |  |                                                    |  |  |
|                                         |  | Phaiogramma faustinata hintzi (Strand, 1915)       |  |  |
|                                         |  | Phaiogramma faustinata vermiculata (Warren, 1897)) |  |  |